# Toffia
Toffia és un comune (municipi) de la província de Rieti, a la regió italiana del Laci, situat a uns 40 km al nord-est de Roma i a uns 25 km al sud-oest de Rieti. A 1 de gener de 2019 la seva població era de 1.019 habitants.
Toffia limita amb els següents municipis: Castelnuovo di Farfa, Fara in Sabina, Nerola i Poggio Nativo.